# Henri Fayol

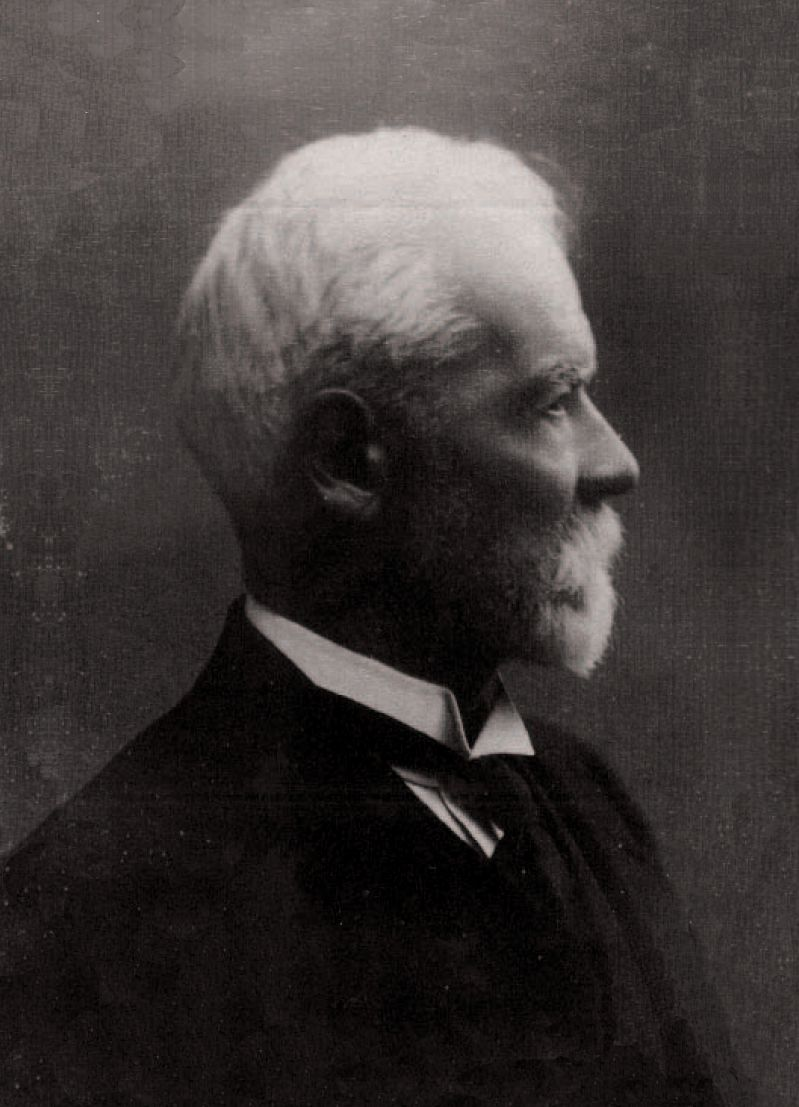
Henri Fayol

Henri Fayol (* 29. Juli 1841 in Konstantinopel; † 19. November 1925 in Paris), französischer Bergbauingenieur, ist der Begründer der (französischen) Management- bzw. Verwaltungslehre.

## Leben
Henri Fayol besuchte von 1858 bis 1860 die Bergakademie von Saint-Étienne. Als junger Ingenieur legte er 1860 auf dem Steinkohlenbergwerk in Commentry (Houillères de Commentry) an. Erst 25 Jahre alt, wurde er 1866 dessen Direktor. 1888 wurde er zum Direktor der Bergbaugesellschaft Société de Commentry-Fourchambault et Decazeville bestellt, zu der das Bergwerk in Commentry gehörte. Er leitete dieses Unternehmen bis 1918. Seine Erkenntnisse in der Unternehmensführung veröffentlichte er 1916 in seinem Buch Administration Industrielle et Générale, wenige Jahre nach Frederick Winslow Taylor, dem Begründer des Scientific Management.

## Werk
Fayol als einer der Begründer der Managementlehre betont im Gegensatz zum technokratischen Ansatz des Scientific Management die Rolle des einzelnen Managers und grenzt als einer der ersten die Funktionen des Managers ab. Fayol erkannte die Gemeinsamkeiten des Managements unabhängig vom Zweck einer Organisation und leitete daraus eine Notwendigkeit einer Managementlehre ab.
Unter den universellen, d. h. in allen Organisationen vorkommenden, Funktionsgruppen ordnet Fayol dem Management folgende Funktionen zu:
1. Vorschau und Planung (prévoir)
2. Organisation (organiser)
3. Leitung (commander)
4. Koordination (coordonner)
5. Kontrolle (contrôler)

Diese Einteilung hat sich in ihren Grundzügen bewährt und ist seither von verschiedenen Forschern erweitert worden (vgl. Wolfgang H. Staehle 1999). Fayol entwickelte vierzehn Managementprinzipien als Richtlinien zur Unternehmensführung. Das bekannteste Prinzip ist der Grundsatz der Einheit der Auftragserteilung („Un agent ne doit recevoir des ordres que d’un chef“) und die sogenannte Fayolsche Brücke.
Arbeitsteilung
Arbeitsteilung bedeutet Produktivitätssteigerung und führt zu Spezialisierung der Funktionen und Trennung der Gewalten. Es gibt Grenzen der Arbeitsteilung.
Autorität und Verantwortlichkeit
„Autorität ist das Recht zu befehlen. Autorität kann nicht ohne Verantwortung gedacht werden (Kongruenzprinzip). Belohnung und Bestrafung sind die Sanktionen, die die Ausübung der Gewalt begleiten.“
Disziplin
Disziplin ist die Befolgung der Regeln. Dies wird gewährleistet durch fähige Leiter, klare Dienstordnungen und gerechte Anwendung von Sanktionen.
Einheit der Auftragserteilung
„Für eine Verrichtung jedweder Art darf der Angestellte nur von einem Leiter Befehle empfangen.“ Die Verletzung des Prinzips führt zu Verwirrung und Reibereien und Unzufriedenheit.
Einheit der Leitung
Zur Bündelung der Kräfte darf es nur einen Leiter und einen Plan geben. Dieses Prinzip ist Voraussetzung für das Prinzip der Auftragserteilung.
Unterordnung des Sonderinteresses unter das Interesse der Gesamtheit
Das Unternehmen hat Vorrang vor den Einzelinteressen der Leitung und der Mitarbeiter. Der Leiter soll mit gutem Beispiel vorangehen.
Entlohnung des Personals
Ein Mix aus Tag-, Werk- und Stücklohn, Prämien und Gewinnbeteiligung, Entschädigungen und Auszeichnungen soll den Eifer der Mitarbeiter anreizen und möglichst angemessen aber nicht übermäßig entlohnen.
Zentralisation
„Die Frage der Zentralisation oder Dezentralisation ist einfach eine Frage des Maßes. Es handelt sich darum, die für das Unternehmen günstige Grenze zu finden.“ Je höher qualifiziert das Personal ist, desto stärker kann dezentral entschieden werden.
Rangordnung
Die Rangordnung ist die Reihe von Angestellten, welche von der höchsten Autorität bis zum untersten Arbeitnehmer führt. Der Dienstweg entlang dieser Reihe ist zu langsam. Die sogenannte Fayolsche Brücke kürzt dies durch laterale Kommunikation ab.
Ordnung
„Einen Platz für jede Sache und jede Sache an ihren Platz.“ Dies gilt sowohl für Sachen (materiell) wie für Personen (sozial). Der Leiter trägt eine hohe Verantwortung bei der Stellenbesetzung.
Gleichheit
„Die Gleichheit ist die Vereinigung von Wohlwollen und Gerechtigkeit […] Um sein Personal zu ermutigen seine Aufgaben mit all der Hingabe und Loyalität die es aufbringen kann zu erledigen, muss es mit Freundlichkeit behandelt werden.“
Stabiler Führungskader
Es braucht viel Zeit für die Führungskraft, sich zurechtzufinden. „[Hoher] Personalwechsel ist zugleich Grund und Folge schlechten Geschäftsgangs.“
Initiative
„Einen Plan zu ersinnen und ihn erfolgreich auszuführen, ist eine der lebhaftesten Befriedigungen, die ein kluger Mensch empfinden kann und zugleich einer der kräftigsten Anreize.“ Ein wertvoller Leiter weckt die Initiative seiner Mitarbeiter.
Gemeinschaftsgeist (esprit de corps)
Einigkeit macht stark, daher darf das eigene Personal nicht entzweit werden. Zweitens ist mündliche Kommunikation schneller, klarer und persönlicher als Schriftverkehr und darum vorzuziehen.

## Schriften (Auswahl)
- Administration industrielle et générale – prévoyance organisation – commandement, coordination – contrôle. Dunod, Paris 1916. 
  - deutsche Ausgabe: Allgemeine und industrielle Verwaltung. 2. Aufl. Oldenbourg Verlag, München 1929 (übersetzt von Karl Reineke).
- Tâches actuelles et futures des dirigeants. CNBOS, Bruxelles 1967 (Études et Documents du CNBOS; 281).